# کارکرد نادرست پروانه دم

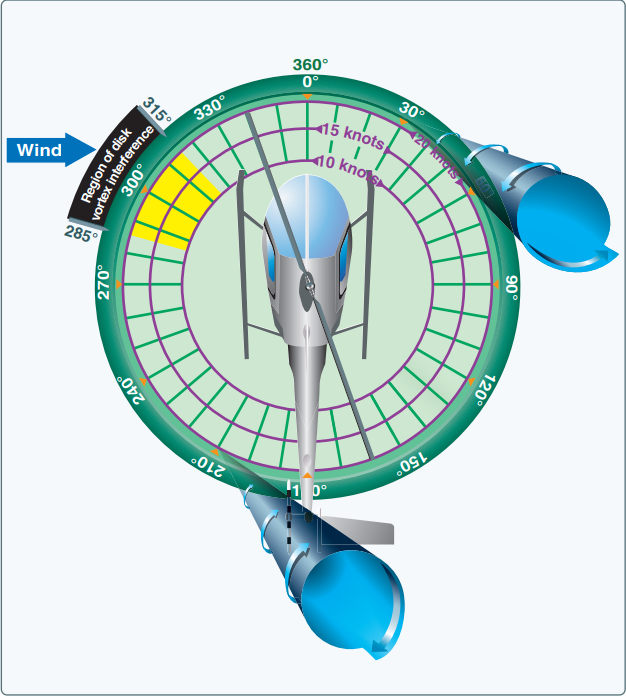
تاوه تولید شده به وسیلهٔ پروانه اصلی

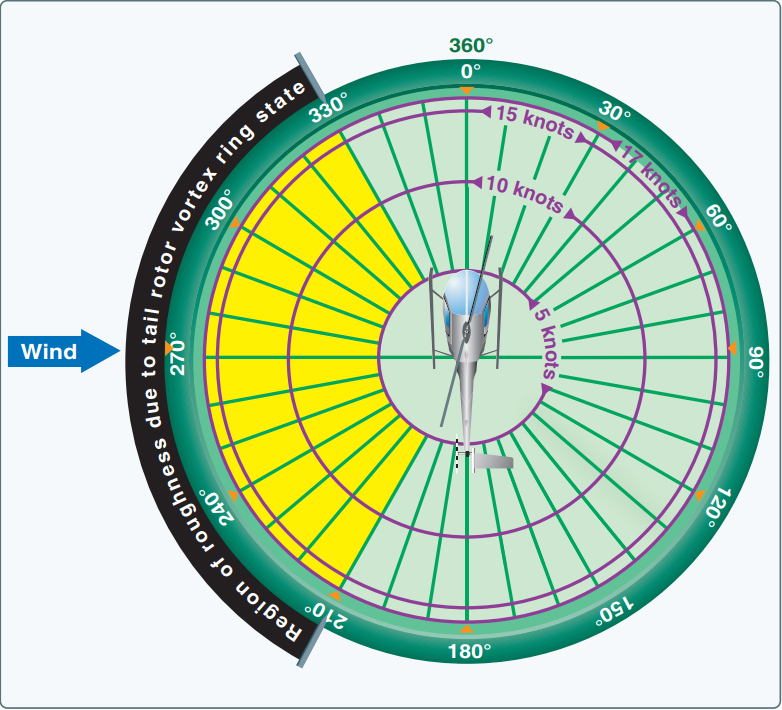
تاوه تولید شده بوسیلهٔ پروانه دُم

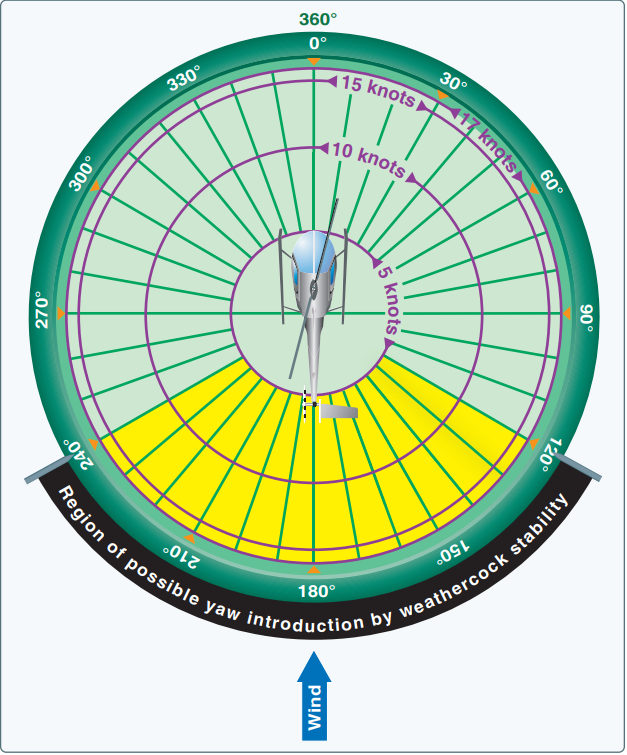
مقاومت در مسیر باد

کارکرد نادرست پروانه دم در بالگردها زمانی رخ می‌دهد که پروانه دم بالگرد در همسایگی بادهای شدید قرار گرفته باشد که باعث می‌شود در کارکرد پروانهٔ دُم اختلال رخ دهد. به‌عبارت دیگر، پروانه دُم بالگرد، گشتاور مناسب برای پایدار کردن بالگرد را در اختیار ندارد که ممکن است این گشتاور بیشتر یا کمتر از حد مجاز باشد. فاکتورهای محیطی در این رخداد تأثیرگذار هستند و از میان این فاکتورها می‌توان به وزش بادهای شدید، تراکم هوا در ارتفاعات و دمای محیط اشاره کرد. از عوامل غیرمحیطی نیز می‌توان به وزن سنگین بالگرد یا بارگیری بیش از میزان مجاز و نقص فنی اشاره کرد.

جهت‌های تأثیرگذار باد را می‌توان بصورت زیر تقسیم‌بندی نمود:

## دلایل
- تداخل با جریان پروانه اصلی: تاوه تولید شده از پروانه اصلی به سوی پروانه دُم بالگرد حرکت کرده و با آن تداخل ایجاد می‌نمایند. این جریان هوا از زاویهٔ ساعت ۱۰ در بالگردهای آمریکایی (عکس عقربه) و در ساعت ۲ برای بالگردهای غیرآمریکایی (موافق عقربه) حرکت کرده و به پروانه دم برخورد می‌کند. پروانه اصلی هوا را به سوی پروانه دم می‌فرستند که موجب می‌شود از بازده و توان پروانهٔ دُم کاسته شود.
- ناپایداری هوا: ممکن است ناپایداری هوا باعث شود که بالگرد همچون یک بادنما در باد سرگردان شود و نیاز بالگرد به نیروی ضدگشتاور مدام تغییر کند. همچنین طوفان یا بادهای شدید که از دو طرف دم بالگرد عبور می‌کنند ممکن است جریان نوسانی ایجاد کنند. در اینصورت خلبان مجبور می‌شود مدام از پدال‌ها استفاده کند تا بسته به نیاز بالگرد به نیروی ضدگشتاور، زاویه‌های اویلر را تنظیم نماید.
- تاوه دم بالگرد: در همهٔ بالگردها باد پروانه اصلی در همان جهتی حرکت می‌کند که دُم بالرد نیز می‌چرخد. بعبارت دیگر پروانه دم به گونه‌ای طراحی نمی‌شود که نیروی شدید بادهای تولید شده از سوی پروانه اصلی، جلوی حرکت آن را بگیرد و در مسیر گردش پروانهٔ دُم، مقاومت ایجاد کند. بررسی رفتار پروانهٔ دُم توسط مهندسان نشان داده‌است که پروانه دم بالگرد دچار واماندگی نمی‌شود. بلکه بالگرد تمایل نشان می‌دهد که در راستای محور عمودی بچرخد که اگر خلبان به سرعت این مشکل را تصحیح نکند، سرعت این گردش بسیار زیاد خواهد شد. در صورتی که بالگرد در حرکت نباشد و در سرعتهای پایین به دور خود بچرخد و حتی ر بدترین شرایط اگر ایستا باشد، هیچ چاره‌ای برای رهایی از این وضعیت با روشن ماندن موتور وجود نخواهد داشت و تنها راه چاره این است که موتور خاموش شود و بالگرد به روش خودگردی بر زمین بنشیند.

## شرایط کارکرد نادرست پروانه دم
بدکاری در پروانهٔ دم می‌تواند دلایل زیادی داشته باشد؛ ولی در هر صورت در شرایط زیر رخ خواهد داد:
- در شرایطی که سرعت بالگرد کم است و خلبان نیروی زیادی از موتور درخواست می‌کند. (کولکتیو را بالا کشیده یا تراتل را باز می‌کند)
- در شرایطی که طوفان شدید است و حرکت بدنهٔ بالگرد در راستای محور عمودی برخلاف پدالها باشد. به‌عبارت دیگر باد به حدی شدید باشد که در یک سمت از بالگرد فشار شدیدی ایجاد نماید.

## بازیابی کنترل بالگرد پس از مشاهده دم غیرعادی
بازیابی کنترل بالگرد (ریکاوری کنترل) در شرایطی که دُم بالگرد کمکار یا پرکار باشد به این صورت انجام می‌شود که خلبان باید سکان بالگرد (سایکلیک) را حتماً رو به جلو هدایت کند تا بالگرد به سمت جلو سرعت بگیرد. البته اگر ارتفاع بالگرد یاری کند و شرایط برای سرعت‌گیری مهیا باشد، نیروی بالگرد در راستای افقی از سطح زمین مصرف شود و نیروی اضافهٔ گشتاور کاهش یابد تا پروانهٔ دُم از پس مهار آن برآید. اگر این دستورکار مؤثر نبود، خلبان باید به ناچار برای فاز خودگردیآماده شود و با خاموش کردن موتور، گشتاور را قطع نماید؛ ولی پس از ورود به فاز خودگردی نیز انرژی جنبشی باقیمانده از گشتاور موتور همچنان موجود است، بنابراین اکنون خلبان باید سکان را در جهت مخالف از گشتاور پروانه اصلی نگهدارد تا با خنثی شدن باقیماندهٔ گشتاور، شرایط به حالت نرمال بازگردد.